# Skalenoprion denticulatus
Skalenoprion denticulatus är en ringmaskart som beskrevs av Myannil och Zaslavskaya 1985. Skalenoprion denticulatus ingår i släktet Skalenoprion, klassen havsborstmaskar, fylumet ringmaskar och riket djur. Inga underarter finns listade i Catalogue of Life.